# اکو (ویرجینیای غربی)
اکو (به انگلیسی: Echo) یک منطقهٔ مسکونی در ایالات متحده آمریکا است که در شهرستان وین، ویرجینیای غربی واقع شده‌است. اکو ۱۸۹٫۸۹ متر بالاتر از سطح دریا واقع شده‌است.